# Tributo a Cesare
Il Tributo a Cesare è un affresco (502x536 cm) di Andrea del Sarto e Alessandro Allori, databile al 1520 circa (prima fase) e al 1582 (seconda fase) e conservato nella villa medicea di Poggio a Caiano (Prato).

## Storia
L'affresco, che decora il salone centrale della villa, venne commissionato verso gli anni venti, quando fu mutato il soggetto decorativo della villa. Gli affreschi più antichi infatti, come la lunetta di Vertumno e Pomona di Pontormo, evocano un'elegia della vita campestre, mentre dopo il 1520, quando il casato ottenne i titoli nobiliari di Giuliano duca di Nemours e Lorenzo duca d'Urbino, il soggetto divenne un'esaltazione della famiglia Medici.
L'opera di Andrea del Sarto, che sotto il tema storico nasconde una rappresentazione di eventi legati ai Medici, era originariamente inserito in un finto loggiato con colonne. Nell'ultimo quarto del Cinquecento tale spartito doveva apparire limitante, per cui le nuove scene occuparono la maggior parte delle pareti. L'affresco di Andrea del Sarto venne allora ampliato, di circa un terzo, nella parte destra, a opera di Alessandro Allori nel 1582, dalla statua dell'Abbondanza al bambino col tacchino sulla scalinata compresi.

## Descrizione e stile

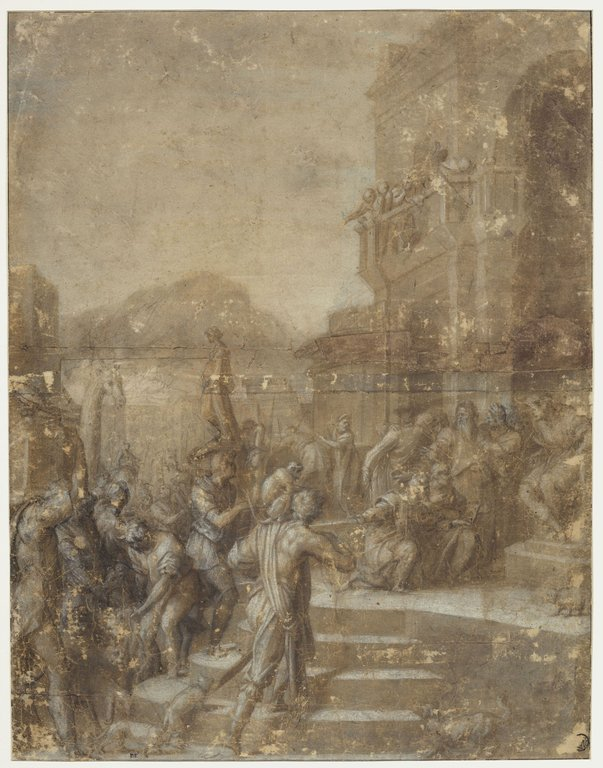
Disegno di Andrea del Sarto per la composizione originale del dipinto (Louvre)

La scena è ambientata sui gradini di una maestoso edificio classico, scorciato in maniera adattata per l'angolo di visuale, l'altezza e l'illuminazione della parete. Nel brulicare di personaggi, che animano la scena su diversi piani, si riconosce al centro Cesare/Lorenzo de' Medici con la corona d'alloro, che riceve alcuni ambasciatori.
Essi hanno portato numerosi doni, soprattutto animali, tra cui si vede incedere, sullo sfondo a sinistra, la famosa giraffa Medici, dono del sultano d'Egitto del 1487.
La parte più antica è quella con la cromia più chiara a sinistra; dalla fine della gradinata si vede una cesura che affiora e la parte seguente leggermente più scura: si tratta dell'aggiunta dell'Allori. Al centro delle due parti, vicino a un putto vivacemente atteggiato accanto a un tacchino, si trova la firma dei due artisti su un blocco di pietra. Tra i personaggi più singolari, il gruppo di personaggi con animali a sinistra, dalle pose ricercate, il cagnolino che scende le scale e il nano con la scimmietta, seduto sui gradini in primo piano.
Le statue che decorano l'edificio sono tutte simboli celebrativi: vi si vedono due personificazioni dell'Abbondanza, una Giuditta con la testa di Oloferne (allusione alla Giuditta di Donatello che decorava Palazzo Vecchio e che era simbolo del potere civile fiorentino), e una rappresentazione della Giustizia (in alto a destra).
La scena si segnala per la ricchezza di pose, atteggiamenti dei personaggi, scalati nei vari piani della rappresentazione con estrema libertà. Ciò ne fa una rappresentazione su scala monumentale delle caratteristiche più avanzate, sperimentate nelle Storie di Giuseppe della Camera nuziale Borgherini.
Il colore pesca in tonalità insolite e ricercate, prediligendo le tinte secondarie, come il violetto, il verde acqua, l'arancio, l'albicocca, all'insegna della massima preziosità, ben intonata al tema esotico della scena.